# 女子参政运动
女子参政运动是中國辛亥革命前後兴起的一场旨在争取妇女参政权的社会运动。这次运动虽然最终失败了，但为中国的妇女运动开了先河，是日后中国妇女解放事业的前导。

## 背景
在辛亥革命前，妇女运动已经有所兴起。比如原华兴会会员，后为同盟会会员的唐群英曾于1911年2月发起恢复当时已解散多年的留日女学生会并当选会长，后于辛亥革命中组织女子北伐队参加江浙联军，光复南京。同盟会部分会员于宣统三年九月上旬（时为1911年）在上海组织了中国社会党，提出“赞成共和、融化种界、改良法律、新生个人”等主张。该党强调“无论男女，义务权利平等”。

## 过程
民国元年（1912年）1月5日，中国社会党内女子参政同志会会长林宗素由上海前往南京，代表女子参政同志会拜会孙中山，希望得到孙中山对女子参政的支持。孙中山对“承认女子完全参政权”表示赞同。后该消息发表在《民立报》和《申报》上，引起中华民国联合会的章炳麟（会长）、程德全（副会长）、张謇（特务干事）等人的强烈反对，孙中山不得不称女子参政权须到“将来”方能实现。 由于中华民国临时参议院起草的《中华民国临时约法》中没有男女平权的条文，违背了同盟会“男女平权”的主张，故林宗素、唐群英等20余名代表5次上书临时参议院，但皆无结果。时任女子后援会会长的唐群英于1912年2月20日联络上海的林宗素（女子参政同志会会长）、沈佩贞（女子尚武会会长）、吴木兰（女子同盟会会长）和长沙的王昌国（女国民会会长）等四位女子团体领导人，发起组建中华民国女子参政同盟会，并领衔上书南京临时参议院和中华民国临时大总统孙中山，称“女子参政为民国所必需”，“要求中央政府给还女子参政权”。然而1912年3月11日颁布的《中华民国临时约法》中仍无男女平权条文，故此后3月19日、20日、21日连续3天发生了女界大闹参议院事件，即唐群英等人大闹南京临时参议院。
1912年4月8日，中华民国女子参政同盟会在南京成立，唐群英被举为会长。该会的宗旨是“实行男女平等，实行参政”，制订有实行男女权利均等的十一条政纲。4月10日，该会发表《女子参政同盟会宣言书》，此后女子参政运动兴起。由于宋教仁等为实现“政党内阁”，故7月16日在北京召开的中国同盟会改组会议上迁就某些政团的要求，公然删除党纲中“男女平权”的内容。8月25日在北京湖广会馆召开的国民党成立大会上，唐群英痛斥宋教仁，并打了宋教仁一记耳光，林森也挨了唐群英一记耳光。会后，唐群英起草了《驳诘同盟会传单》并广为散发，9月1日召开了女界联合会议，猛烈抨击宋教仁等，号召女界“切勿动摇，必达到男女平权，女子参政而后已”。国际争取妇女参政权组织万国女子参政会（International Woman Suffrage Alliance）将此举赞为“在东方作第一声惊人之鸣！”12月9日，针对北京临时参议院拟定的《国会选举法》中无女子参政条文，唐群英、沈佩贞等在北京临时参议院同议长吴景濂展开辩论称：“凡反对女子参政者，将来必有最后之对待方法。即袁大总统不赞成女子有参政权，亦必不承认袁为大总统”。后唐群英在《女子白话报》上发表文章批评袁世凯政府。此后袁世凯继宣布解散国民党之后，又下令取缔中华民国女子参政同盟会，查封《女子白话报》，禁止湖南《女权日报》在北京发行，并悬赏一万元通缉唐群英。女子参政运动遭到镇压。